# Dramen- und Komödientheater W. F. Komissarschewskaja

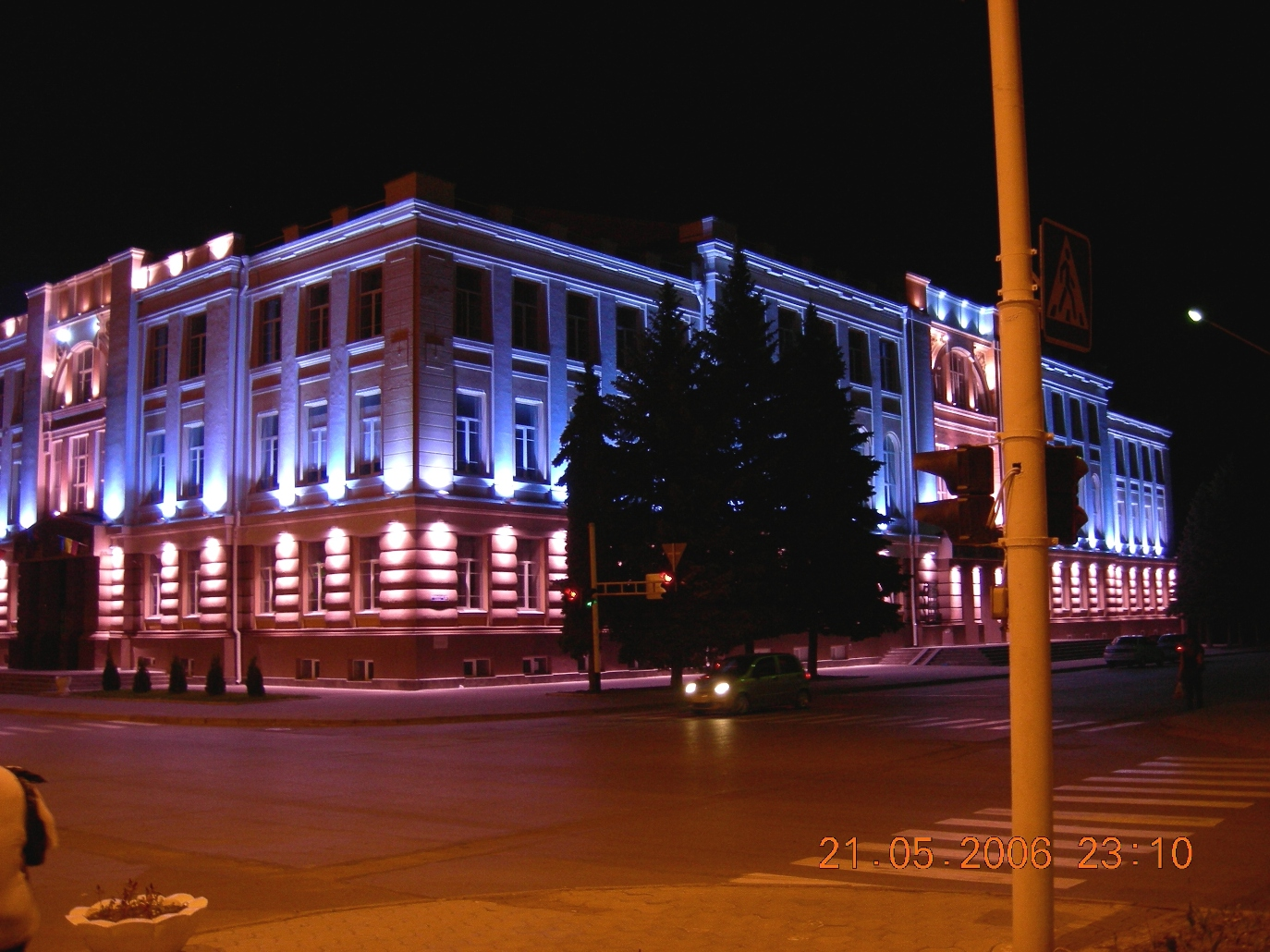
Dramen- und Komödientheater W. F. Komissarschewskaja

Das Dramen- und Komödientheater W. F. Komissarschewskaja oder Kosaken-Dramatheater ist ein russisches Theater in Nowotscherkassk, Oblast Rostow. Er wurde 1825 gegründet und ist eines der ältesten am Don. Der heutige Theaterbau am Platow-Prospekt (Hausnummer 72) wurde 1909 nach Plänen des Architekten Alexei Beketow errichtet.

## Geschichte
Das Drama- und Komödientheater wurde 1825 in Nowotscherkassk gegründet. Es war ursprünglich eine Wandertruppe. 1866 erhielt das Theater ein eigenes Gebäude. Die Truppe des Theaters bildeten hauptsächlich führende Schauspieler aus dem Süden Russlands.
In den Jahren 1891 bis 1894 wurde das Theater von Nikolai Sinelnikow geleitet. Unter seiner Leitung wurde die Komödie Die Früchte der Bildung von Lew Tolstoi zum ersten Mal auf einer Provinzbühne inszeniert. In dieser Theateraufführung gab Wera Komissarschewskaja ihr Debüt (später erhielt das Theater ihren Namen). Das Theater von Nowotscherkassk war eines der ersten, das 1896 die Möwe von Anton Tschechow aufführte.